# Morana

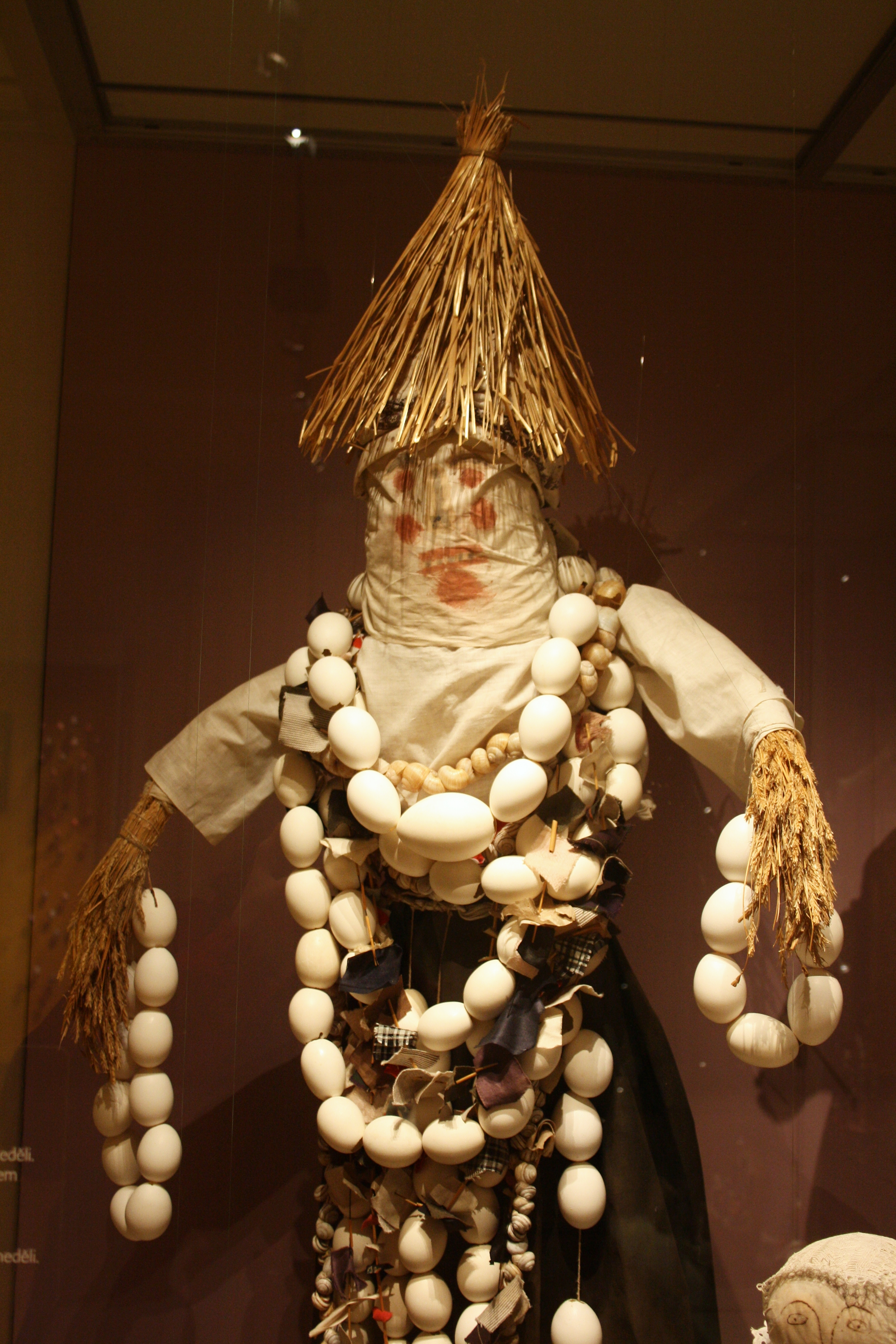
Čaramura z Ořechoviček (Národní muzeum, i. č. H4-1744), symbol smrti, v expozici Musaion v Letohrádku Kinských (slaměná čepice přidána neodborným zásahem). Původní stav: https://www.esbirky.cz/predmet/40113913

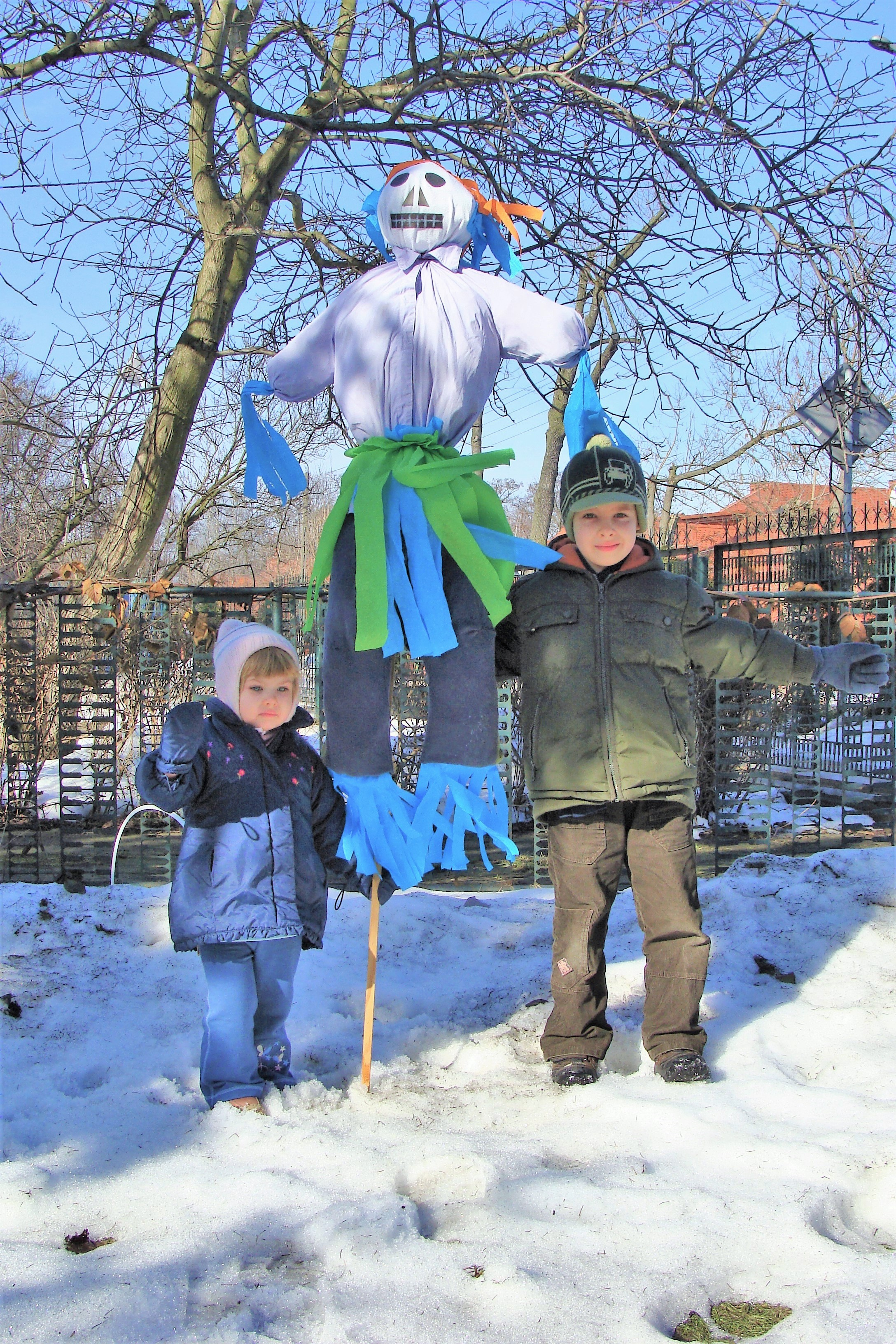
Morana, Polsko

Morana či Smrtka je figurína, často chápána jako zpodobnění smrti či zimy, která je upalována, topena či zakopávána při západoslovanských jarních lidových obřadech vynášení smrtky a vítání jara.
V pracích mytologů 19. století jako Karel Jaromír Erben, Szymon Matusiak, Gregor Krek nebo raný Jan Hanuš Máchal byla Morana chápána jako bohyně smrti. Dělo se tak na základě Václavem Hankou falšovaných glos ve staročeském slovníku Mater Verborum, kde je Morana ztotožňována s Hekaté a Proserpinou. Mimo akademické zdroje je Morana označována za bohyni nadále.
Jméno této figuríny, jakož i svátku má řadu variant. Část z nich souvisí se slovem smrt jako české Smrt, Smrtholka, Smrtolka, Smrtka nebo hornolužické Smjerć. Ostatní vychází z praslovanských kořenů *mrěti a *morъ, které též souvisí se smrtí, jedná se o jména jako Mořena, Mařena, Mařana, Morana, Morena, Mara nebo polské Marzana. V Česku jsou tato jména užívána spíše na Moravě. Jinou variantou názvu svátku, doloženou v novopohanských kruzích, je Provoda.

## Marzana
V polských kronikách je tato postava poprvé zmiňována dílem Historiae Polonicae Jana Długosze sepsané v letech 1455–1480 pod jménem Marzana:
| „ | Rolníci zase uctívali Cereru a obětovali jí obilná zrna.(...) Panství Lechitů vzniklo v krajině plné lesů a hájů, o kterých předci věřili, že je obývá Diana a že nad nimi uplatňuje svoji vládu, Cerera zas byla považována za matku a bohyni úrody, které ten kraj potřeboval dostatek, ty dvě bohyně zvali: Dianu v jejich jazyce Dzewanou a Cereru Marzanou a ty se těšily zvláštnímu kultu a všeobecné úctě... | “ |

Poté je zmiňována Matějem z Miechova, nejspíše inspirovaným Długoszem, v Chronica Polonorum z roku 1519:
| „ | Cereru nazývali Marzanou a prosili ji o plodnost polí a stromů. | “ |

Poslední zmínka pochází z Kroniky Polska, Litvy, Žmudě a celé Rusi Matěje Stryjkowského z roku 1582:
| „ | Cereru, bohyni země a vynálezkyni obilí nazývali Marzana a byl jí v Hnězdně, jak o tom píše první polský kronikář a krakovský biskup Vincenc Kadłubek, zbudován nákladný chrám, kde k její oslavě obětovali desetinu všeho obilí po žních a prosili o bohatou úrodu na příští rok. | “ |

Podle Lubora Niederleho znal Długosz jméno Marzana z lidových jarních obřadů a na základě slámy, klasů a květů při těchto zvycích užívaných jej spojil s jménem římské bohyně úrody Cerery.(s. 177)
Tyto kroniky však znají i božstvo podsvětí a mrtvých nazývané Nyja, které srovnávají s Plutonem.(/s.72-75)

## Lidová kultura
V lidové kultuře vzhledem k podobnosti jmen splynula Morana také s některými křesťanskými postavami jako Panna Maria, svatá Markéta a svatá Marina. V rozporu s původním významem se tak v písních objevily výrazy jako „Mařena překrásná“ nebo „klíčnice z nebe“, z nichž druhý je titulem právě svaté Mariny.
Figurína jménem Mara či Morena, nazývaná ale též Čert, Děd a nejčastěji Věďma („čarodějnice“) byla ničena i při východoslovanských oslavách letního slunovratu.
Rituál vynášení smrti lze také spojit s pálením figury čarodějnice, který byl prováděn na první neděli postní v Belgii, Německu a jiných německy mluvících zemích.
Podle Čeňka Zíbrta je vynášení smrti nejstarším českým lidovým jarním obřadem. Je doložen již v církevních zápovědích z roku 1366 a 1384 a řadou dalších dokladů až do 19. století, kdy zvyk začal mizet a zároveň se stal předmětem výzkumu etnografie. V Česku na počátku 20. století byl zvyk již na mnoha místech zaniklý. Probíhá či probíhal během postních nedělí, především na pátou zvanou též smrtná.

### Politika
Morana obsahuje symbol zla, které musí odejít (zima, tma, neúroda, ...). Bývá tak v populární kultuře spojována s mnohými společenskými jevy. Například ústředním motivem vynášení Morany byla v Praze v roce 2022 vojenská invaze Ruska na Ukrajinu. „Figurína Morany letos neměla žádnou lidskou podobu, ale symbolizovala samotnou válku. Tvůrci ji ztvárnili jako černý sloup či kyj, na jehož temeni byly nasazeny vojenské brigadýrky a jehož tělo bylo polepeno vojenskými hodnostmi a metály.“

## Kultura

### V malířství

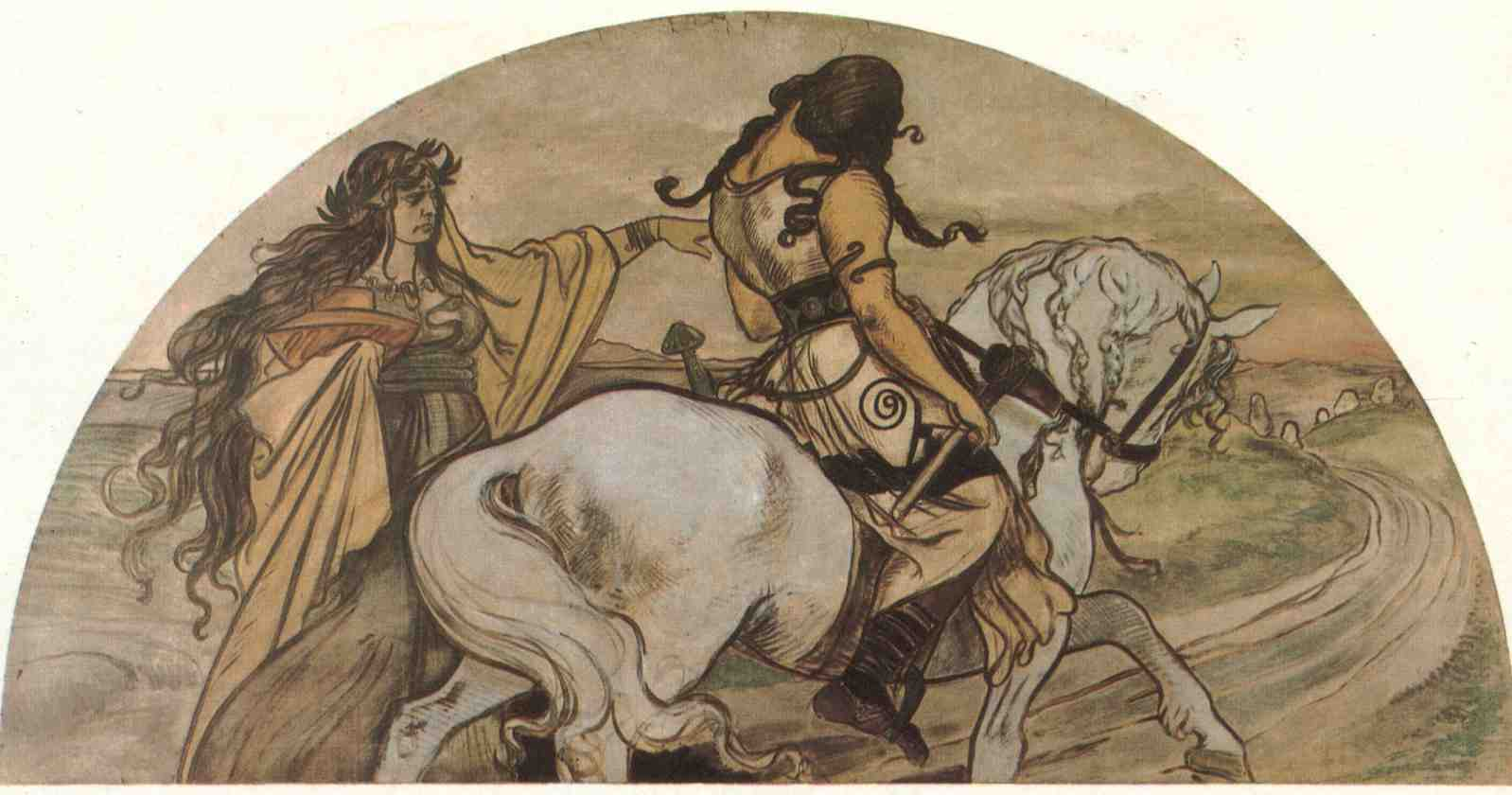
Luneta Žalov Mikoláše Alše a Františka Ženíška (poslední 14. luneta z cyklu), stojící Morena ukazuje staroslovanskému hrdinovi na koni jeho poslední cestu na onen svět

Moranu zobrazuje například luneta Žalov Mikoláše Alše a Františka Ženíška, která je poslední 14. lunetou z jeho cyklu lunet Vlast původně vytvořených pro pražské Národní divadlo. Obraz odkazuje na poslední cestu člověka na onen svět, na Žalov, bohyně Morana zde staroslovanskému hrdinovi na koni ukazuje jeho poslední cestu (z kontextu díla lze usuzovat, že jeho kůň také pošel).

### Ve filmu
Objevuje se i v některých historických filmech z prostředí starých Západních Slovanů, vystupuje například v americko-českém filmu Kněžna Libuše z roku 2009.
Je rovněž uvedena v ruském fantasy filmu Vlkodav z kmene Šedých psů. Ten byl natočen podle knižní série "Vlkodav" a Morana zde vystupuje jako bohyně hlavních záporáků, kterou se pokoušejí oživit.